# Uruan
Uruan è una delle trentuno area di governo locale (local government area) appartenente allo stato di Akwa Ibom, in Nigeria.